# Adson (football)
Pour les articles homonymes, voir Adson.
Adson Ferreira Soares dit Adson, né le 6 octobre 2000 à Aruanã au Brésil, est un footballeur brésilien qui évolue au poste d'ailier droit au Vasco da Gama.

## Biographie

### SC Corinthians
Né à Aruanã au Brésil, Adson est notamment repéré par le Real Madrid alors qu'il n'est âgé que de 12 ans. Il s'envole alors pour l'Espagne pour une vingtaine de jours et réussit le test. Il ne peut toutefois pas rester puisque le club madrilène ne pouvait pas le garder, les conditions financières n'étant pas réunis pour que ses parents restent en Espagne. Il retourne donc au Brésil et est formé par le SC Corinthians après avoir débuté le football au Goiânia EC et Jaraguá Esporte Clube (en). Le 10 décembre 2020, il prolonge son contrat avec son club formateur jusqu'en 2023.
Adson fait sa première apparition en professionnel le 7 mars 2021, lors d'une rencontre de Campeonato Paulista face à Ponte Preta. Il entre en jeu à la place de Mateus Vital et son équipe s'impose par deux buts à un,. Il joue son premier match en première division brésilienne le 30 mai 2021 face à l'Atlético Clube Goianiense (défaite 0-1 de Corinthians). Le 27 juillet de la même année, Adson inscrit son premier but en professionnel lors d'une rencontre de championnat face au Cuiabá EC. Il est également auteur d'une passe décisive sur l'ouverture du score de son équipe ce jour-là, et permet donc à celle-ci de s'imposer (1-2 score final),.
Le 6 avril 2022, Adson joue son premier match de Copa Libertadores, face aux Boliviens du Club Always Ready. Il est titularisé mais ne peut empêcher la défaite de son équipe par deux buts à zéro.

### FC Nantes
Le 23 août 2023, Adson rejoint la France pour s'engager avec le FC Nantes pour 6 millions d'euros et un contrat courant jusqu'en juin 2028,. 
Faisant face à des difficultés d'acclimatation et n'entrant pas dans les plans de Jocelyn Gourvennec, il est poussé vers la sortie en janvier 2024, lors du mercato hivernal. Il n'est alors apparu qu'à 8 reprises en Ligue 1, pour 2 titularisations.

### Vasco da Gama
Le 24 janvier 2024, Adson fait ainsi son retour au Brésil en signant un contrat courant jusqu'en décembre 2027 avec Vasco da Gama.
Adson est victime d'une fracture du tibia de la jambe droite à la fin du mois d'août 2024. Cette blessure nécessite une opération et son absence est estimée à au moins dix semaines.

## Statistiques
| Saison                | Club                  | Championnat           | Championnat | Championnat | Championnat | Coupe(s) nationale(s) | Coupe(s) nationale(s) | Coupe(s) nationale(s) | Compétition(s) continentale(s) | Compétition(s) continentale(s) | Compétition(s) continentale(s) | Compétition(s) continentale(s) | Ligue régionale | Ligue régionale | Ligue régionale | Total | Total | Total |
| Saison                | Club                  | Division              | M.          | B.          | P.d.        | M.                    | B.                    | P.d.                  | Comp.                          | M.                             | B.                             | P.d.                           | M.              | B.              | P.d.            | M.    | B.    | P.d.  |
| 2021                  | SC Corinthians        | Série A               | 16          | 3           | 1           | 1                     | 0                     | 0                     | CS                             | 3                              | 0                              | 2                              | 4               | 0               | 0               | 24    | 3     | 3     |
| 2022                  | SC Corinthians        | Série A               | 25          | 3           | 0           | 10                    | 0                     | 1                     | CL                             | 6                              | 1                              | 0                              | 8               | 1               | 0               | 49    | 5     | 1     |
| 2023                  | SC Corinthians        | Série A               | 15          | 0           | 0           | 7                     | 1                     | 0                     | CL+CS                          | 4+4                            | 1+0                            | 1+0                            | 11              | 3               | 0               | 41    | 5     | 1     |
| Sous-total            | Sous-total            | Sous-total            | 56          | 6           | 1           | 18                    | 1                     | 1                     | -                              | 17                             | 2                              | 3                              | 23              | 4               | 0               | 114   | 13    | 5     |
| 2023-2024             | FC Nantes             | Ligue 1               | 8           | 0           | 0           | 0                     | 0                     | 0                     | -                              | -                              | -                              | -                              | -               | -               | -               | 8     | 0     | 0     |
| Sous-total            | Sous-total            | Sous-total            | 8           | 0           | 0           | 0                     | 0                     | 0                     | -                              | 0                              | 0                              | 0                              | 0               | 0               | 0               | 8     | 0     | 0     |
| Total sur la carrière | Total sur la carrière | Total sur la carrière | 64          | 6           | 1           | 18                    | 1                     | 1                     | -                              | 17                             | 2                              | 3                              | 23              | 4               | 0               | 122   | 13    | 5     |